# Lijst van rijksmonumenten in Albrandswaard
De gemeente Albrandswaard telt 30 inschrijvingen in het rijksmonumentenregister. Hieronder een overzicht.

## Poortugaal
De plaats Poortugaal telt 5 inschrijvingen in het rijksmonumentenregister.
| Object                                                                      | Oorspronkelijke functie? | Bouwjaar                                    | Architect | Locatie             | Coördinaten?                  | Nr.?   | Afbeelding                                                                  |
| --------------------------------------------------------------------------- | ------------------------ | ------------------------------------------- | --------- | ------------------- | ----------------------------- | ------ | --------------------------------------------------------------------------- |
| Hoeve met dwars woongedeelte                                                | Boerderij                | 18e eeuw                                    |           | Kerkstraat 25       | 51° 51' 28" NB, 4° 23' 15" OL | 32179  | Meer afbeeldingen                                                           |
| Nederlands Hervormde Kerk                                                   | Kerk en kerkonderdeel    | 15e eeuw (bouw) ca. 1920-1934 (restauratie) |           | Kerkstraat 90       | 51° 51' 39" NB, 4° 23' 25" OL | 32180  | Meer afbeeldingen                                                           |
| Huisterp                                                                    | Archeologisch monument   | middeleeuwen                                |           |                     | 51° 51' 28" NB, 4° 23' 14" OL | 45862  | Upload foto                                                                 |
| Huisterp                                                                    | Archeologisch monument   | middeleeuwen                                |           |                     | 51° 51' 24" NB, 4° 23' 15" OL | 45863  | Upload foto                                                                 |
| Kooimast, gebruikt als elektriciteits-verdeelpaal, alsmede als lantaarnpaal | Nutsbedrijf              | ca. 1920                                    |           | Welhoeksedijk bij 2 | 51° 51' 19" NB, 4° 23' 21" OL | 521934 | Kooimast, gebruikt als elektriciteits-verdeelpaal, alsmede als lantaarnpaal |

## Rhoon
De plaats Rhoon telt 25 inschrijvingen in het rijksmonumentenregister. Zie Lijst van rijksmonumenten in Rhoon voor een overzicht.
Alblasserdam ·
Albrandswaard ·
Alphen aan den Rijn ·
Barendrecht ·
Bodegraven-Reeuwijk ·
Capelle aan den IJssel ·
Delft ·
Den Haag ·
Dordrecht ·
Goeree-Overflakkee ·
Gorinchem ·
Gouda ·
Hardinxveld-Giessendam ·
Hendrik-Ido-Ambacht ·
Hillegom ·
Hoeksche Waard‎ ·
Kaag en Braassem ·
Katwijk ·
Krimpen aan den IJssel ·
Krimpenerwaard ·
Lansingerland ·
Leiden ·
Leiderdorp ·
Leidschendam-Voorburg ·
Lisse ·
Maassluis ·
Midden-Delfland ·
Molenlanden ·
Nieuwkoop ·
Nissewaard ·
Noordwijk ·
Oegstgeest ·
Papendrecht ·
Pijnacker-Nootdorp ·
Ridderkerk ·
Rijswijk ·
Rotterdam ·
Schiedam ·
Sliedrecht ·
Teylingen ·
Vlaardingen ·
Voorne aan Zee ·
Voorschoten ·
Waddinxveen ·
Wassenaar ·
Westland ·
Zoetermeer ·
Zoeterwoude ·
Zuidplas ·
Zwijndrecht